# Audax Rio de Janeiro Esporte Clube
El Audax Rio de Janeiro Esporte Clube es un club de fútbol brasilero de la ciudad de São João de Meriti. Fue fundado en 2005 y juega en el Campeonato Carioca.

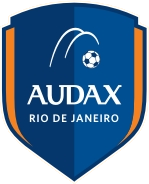

- Es escudo

## Títulos
| Torneos Estatales                    | Torneos Estatales                   | Torneos Estatales | Torneos Estatales |
|                                      | Competición                         | Títulos           | Años              |
| ------------------------------------ | ----------------------------------- | ----------------- | ----------------- |
| Bandera del estado de Río de Janeiro | Copa Río                            | 1                 | 2010              |
| Bandera del estado de Río de Janeiro | Campeonato Carioca Segunda División | 1                 | 2021              |
| Bandera del estado de Río de Janeiro | Campeonato Carioca Tercera División | 1                 | 2007              |
| Bandera del estado de Río de Janeiro | Torneo Capital                      | 1                 | 2016              |
| Torneos Amistosos                    |                                     |                   |                   |
|                                      | Competición                         | Títulos           | Años              |
| Bandera de los Países Bajos          | Torneo de Varseveld                 | 1                 | 2006              |
| Bandera de los Países Bajos          | Torneio de Vennendall               | 1                 | 2006              |

## Entrenadores
- Válber (noviembre de 2013-febrero de 2014)[3][4]
- Júnior Lopes (febrero de 2014-?)[4]
- Ailton Ferraz (?-mayo de 2015)[5]
- Marcelo Salles (mayo de 2015-?)[5]
- Luciano Moraes (?-marzo de 2016)[6]
- Luciano Quadros (marzo de 2016-?)[6]
- Tuca Guimarães (octubre de 2023-presente)[1]